# Proton Saga
O Saga foi o primeiro modelo produzido pela Proton.
Algumas versões foram equipadas com Câmbio CVT.

## Galeria
- Primeira geração (1985-2008)
- Segunda geracao (2008-2016)
- Terceira geração (2016-presente)